# Reprezentacja Libanu w piłce nożnej mężczyzn
Reprezentacja Libanu w piłce nożnej gra pod egidą Libańskiej Federacji Piłki Nożnej założonej w 1933. Członkiem FIFA federacja została w 1935, a AFC w 1964. Nigdy nie awansowała do finałów Mistrzostw Świata. W 2000 Liban był gospodarzem finałów Pucharu Azji. Reprezentacja skończyła swój udział w tej imprezie na pierwszej rundzie, remisując 2:2 z Irakiem, 1:1 z Tajlandią i przegrywając 0:4 z Iranem. W rankingu FIFA (14 marca 2013) zajmowała 130 miejsce.
Obecnie selekcjonerem kadry Libanu jest Jamal Taha.

## Druga runda

### Grupa G
| Lp. | Drużyna          | Mecze | Punkty | Zwyc. | Rem. | Por. | Bramki |
| --- | ---------------- | ----- | ------ | ----- | ---- | ---- | ------ |
| 1   | Korea Południowa | 8     | 24     | 8     | 0    | 0    | 27-0   |
| 2   | Liban            | 8     | 11     | 3     | 2    | 3    | 12-6   |
| 3   | Kuwejt           | 8     | 10     | 3     | 1    | 4    | 12-10  |
| 4   | Mjanma           | 8     | 8      | 2     | 2    | 4    | 9-21   |
| 5   | Laos             | 8     | 4      | 1     | 1    | 6    | 6-29   |

## Czwarta runda
W tej rundzie wzięły udział zespoły z pierwszych dwóch miejsc z każdej grupy trzeciej rundy. Do turnieju głównego mistrzostw świata awansowały dwa pierwsze zespoły z każdej grupy. Zespoły z trzecich miejsc (Uzbekistan i Jordania) wzięły udział w barażach między sobą (mecze u siebie i na wyjeździe). Ostatecznie ekipa Jordanii pokonując uzbeckich piłkarzy po rzutach karnych 9:8 (w pierwszym jak i drugim meczu padł remis 1:1), zagrała w barażach interkontynentalnych z Urugwajem, a zwycięzca tych baraży (drużyna z Ameryki Południowej) pojechał do Brazylii. 

### Grupa A
| Miejsce | Drużyna          | Mecze | Punkty | Zwyc. | Rem. | Por. | Bramki |
| ------- | ---------------- | ----- | ------ | ----- | ---- | ---- | ------ |
| 1       | Iran             | 8     | 16     | 5     | 1    | 2    | 8-2    |
| 2       | Korea Południowa | 8     | 14     | 4     | 2    | 2    | 13-7   |
| 3       | Uzbekistan       | 8     | 14     | 4     | 2    | 2    | 11-6   |
| 4       | Katar            | 8     | 7      | 2     | 1    | 5    | 5-13   |
| 5       | Liban            | 8     | 5      | 1     | 2    | 5    | 3-12   |

## Udział wMistrzostwach Świata
- 1930 – 1934 – Nie brał udziału (nie był członkiem FIFA)
- 1938 – 1982 – Nie brał udziału
- 1986 – Wycofał się z kwalifikacji
- 1990 – Nie brał udziału
- 1994 – 2022 – Nie zakwalifikował się

## Udział wPucharze Azji
- 1956 – 1968 – Nie brał udziału
- 1972 – Nie zakwalifikował się
- 1976 – Wycofał się z udziału
- 1980 – Nie zakwalifikował się
- 1984 – 1992 – Nie brał udziału
- 1996 – Nie zakwalifikował się
- 2000 – Faza grupowa
- 2007 – Wycofał się z kwalifikacji
- 2011 – 2015 – Nie zakwalifikował się
- 2019 – Faza grupowa
- 2023 – Faza grupowa